# Organiste plombé
Euphonia plumbea
Espèce
Statut de conservation UICN

 LC  : Préoccupation mineure
L'Organiste plombé (Euphonia plumbea) est une espèce d'oiseaux de la famille des Fringillidae.

## Systématique
Le nom scientifique complet (avec auteur) de ce taxon est Euphonia plumbea Du Bus de Gisignies, 1855.
Ce taxon porte en français le nom vernaculaire ou normalisés suivant : Organiste plombé.